# Ken Kercheval

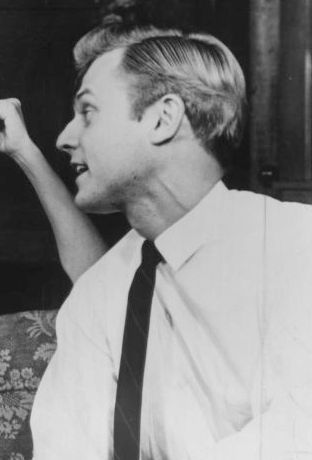
Ken Kercheval (1963)

Ken Kercheval (* 15. Juli 1935 in Wolcottville, Indiana, USA; † 21. April 2019 in Clinton, Indiana) war ein US-amerikanischer Schauspieler, der vor allem durch seine Rolle als Cliff Barnes in der Fernsehserie Dallas bekannt wurde.

## Leben

### Herkunft
Ken Kercheval war Sohn der Krankenschwester Christine Rieber (1903–1996) und des Arztes Marine Kercheval (1899–1967) und wuchs im Clinton County in Indiana auf.

### Karriere
Seine Karriere begann im Jahr 1962 am Broadway mit Something About a Soldier. Weitere Rollen spielte er in The Apple Tree, Cabaret und Here’s Where I Belong. Im Fernsehen war er erstmals 1965 zu sehen, wo er den Arzt Nick Hunter in Search for Tomorrow spielte. Im Film war er beispielsweise in The Seven-Ups mit Roy Scheider und Tony Lo Bianco und F.I.S.T. – Ein Mann geht seinen Weg mit Sylvester Stallone zu sehen.
2006 und 2007 spielte er auf britischen Bühnen in Southampton, Edinburgh und Cardiff.
Im Jahr 2009 erhielt er eine Gastrolle in der deutschen Fernsehserie Geld.Macht.Liebe.

### Dallas
Im Jahr 1978 kam sein Durchbruch als Cliff Barnes in der Fernsehserie Dallas. Ken Kercheval und Larry Hagman sind die einzigen Schauspieler der Serie, die ununterbrochen über die gesamte Laufzeit mitgespielt haben, wobei Cliff Barnes in den ersten beiden Staffeln der Serie formal noch eine Nebenrolle war. Erst ab der dritten Staffel wurde Kercheval im Vorspann als Hauptdarsteller genannt. Cliff Barnes galt als Widersacher von J.R. Ewing bzw. ewiger Verlierer im Ölgeschäft, doch zum Ende der Serie konnte er die Firma der Familie Ewing durch eine Intrige übernehmen und kam dadurch ans Ziel. In den beiden nachfolgenden Filmen Dallas – J.R. kehrt zurück und Dallas – Kampf bis aufs Messer nahm er seine alte Rolle wieder auf.
Im November 2008 nahm Kercheval an der 30-jährigen Dallas-Jubiläumsfeier auf der Southfork Ranch teil.
In der Fortsetzung der Dallas-Fernsehserie schlüpfte er von 2012 bis 2014 erneut in die Rolle des Cliff Barnes.

### Privates
Im Jahr 1993 wurde bei Kercheval, der starker Raucher und zudem lange alkoholkrank war, Lungenkrebs diagnostiziert und bei einer Operation ein Teil seiner Lunge entfernt. Er engagierte sich daraufhin in der Krebs-Früherkennung, blieb aber weiterhin Raucher.
Kercheval war dreimal verheiratet, zuletzt von 1994 bis 2004 mit der Schauspielerin Cheryl Paris, und hatte aus seinen drei Ehen insgesamt fünf Kinder. Er lebte zeitweise in Northridge, einem Stadtteil von Los Angeles. Seine spätere Lebensgefährtin litt unter Multipler Sklerose und war zeitweise auf einen Rollstuhl angewiesen.
Kercheval starb im April 2019 im Alter von 83 Jahren.

## Deutsche Synchronsprecher
Ken Kercheval hatte im deutschsprachigen Raum keinen Stammsprecher und wurde unter anderem von Jürgen Kluckert, Jochen Striebeck, Joachim Höppner, Claus Jurichs, Ingolf Gorges, Hasso Zorn und Victor Deiß synchronisiert.

## Filmografie (Auswahl)
- 1965: Preston & Preston (The Defenders, Fernsehserie, 4 Folgen)
- 1968: Der Engel mit der Mörderhand (Pretty Poison)
- 1970: Rabbit, Run
- 1973: Die Seven-Ups (The Seven-Ups)
- 1973–1978: Einsatz in Manhattan (Kojak, Fernsehserie, vier Folgen)
- 1976: Network
- 1976: Richter Hortons größter Fall (Judge Horton and the Scottsboro Boys)
- 1978: Starsky & Hutch (Fernsehserie, drei Folgen)
- 1978–1991: Dallas (Fernsehserie, 342/357 Folgen)
- 1978: F.I.S.T. – Ein Mann geht seinen Weg (F.I.S.T.)
- 1979: Der weite Weg zu zweit (Too Far to Go)
- 1979: CHiPs (Fernsehserie, 1 Folge)
- 1980: Boomer, der Streuner (Here’s Boomer, Fernsehserie, eine Folge)
- 1981: Triumph der Liebe (The Patricia Neal Story)
- 1981: Trapper John, M.D. (Fernsehserie, eine Folge)
- 1984: Mike Hammer (Mickey Spillane’s Mike Hammer, Fernsehserie, eine Folge)
- 1983–1985: Hotel (Fernsehserie, zwei Folgen)
- 1987: Matlock (Fernsehserie, 2x12)
- 1989: Ein Engel auf Erden (Highway to Heaven, Fernsehserie, Folge 99 – Der Wahlkampf)
- 1992: Mord ist ihr Hobby (Murder, She Wrote, Fernsehserie, eine Folge)
- 1992: L.A. Law – Staranwälte, Tricks, Prozesse (Fernsehserie, 1 Folge)
- 1993: In der Hitze der Nacht (In the Heat of the Night, Fernsehserie, eine Folge)
- 1993–2000: Diagnose: Mord (Diagnosis Murder, Fernsehserie, vier Folgen)
- 1993: Walker, Texas Ranger (Fernsehserie, 1 Folge)
- 1994: McKenzie und die toten Gouverneure (A Perry Mason Mystery: The Case of the Grimacing Governor, Fernsehfilm)
- 1996: Dallas – J.R. kehrt zurück (Fernsehfilm)
- 1998: Emergency Room – Die Notaufnahme (Fernsehserie, 1 Folge)
- 1998: Dallas – Kampf bis aufs Messer (Fernsehfilm)
- 2000: Mörderische Schwestern (Blind Obsession)
- 2002–2006: Crossing Jordan – Pathologin mit Profil (Crossing Jordan, Fernsehserie, 2 Folgen)
- 2009: Geld.Macht.Liebe (Fernsehserie, 1 Folge)
- 2012–2014: Dallas (Fernsehserie, 14 Folgen)